# Morphnus guianensis
Đại bàng mào (danh pháp hai phần: Morphnus guianensis) là một loài đại bàng Tân Nhiệt đới. Nó là loài duy nhất trong chi Morphnus.

## Phân bố
Loài này phân bố rải rác khắp phạm vi rộng lớn của nó từ phía bắc Guatemala qua Belize, Honduras, Nicaragua, Costa Rica, Panama, Andes cận nhiệt đới của Colombia, đông bắc Venezuela, Guyana, Suriname, Guiana thuộc Pháp, Brazil (nơi nó chịu ảnh hưởng lớn của tình trạng môi trường sinh sống bị phá hủy, trên thực tế chỉ được tìm thấy ở lưu vực Amazon), và đông Ecuador Andes, đông nam Peru, Paraguay và đông Bolivia đến bắc Argentina.

## Nơi sinh sống
Đại bàng mào sinh sống trong rừng ẩm vùng đất thấp, chủ yếu bao gồm rừng mưa nhiệt đới. Chúng cũng có thể có phạm vi trong dải dài và các khe núi rừng. Trên hầu hết các phạm vi, người ta đã nhìn thấy loài này từ mực nước biển đến 600 m (2.000 ft). Tuy nhiên ở các quốc gia Andes, chúng dường như là loài định cư địa phương ở các rừng chân núi đến độ cao 1.000 m (3.300 ft) hoặc thậm chí 1.600 m (5.200 ft).

## Miêu tả
Loài chim này nhỏ như nhưng mảnh mai. Nó dài 71–89 cm) và có sải cánh 138–176 cm. Một vài con trống trưởng thành đã được ghi nhận có cân nặng 1,75–3 kg, trong khi những con lớn hơn trung bình khoảng 14%.